# Gestion de la valeur acquise
La méthode de la valeur acquise (en anglais, earned value management, d’où l’acronyme EVM) est une méthode créée aux États-Unis d’Amérique pour mesurer les performances de la production industrielle ou de la conduite d'un projet.
La « gestion de la valeur acquise » a été concrètement appliquée pour la première fois par la United States Air Force, au début des années 1960, pour un programme militaire, le « Minuteman Missile Program ».

## Principe
Au fur et à mesure que le travail est effectué, on acquiert de la valeur, en fonction de la valeur estimée au début du projet.
Pour évaluer l'accroissement de la valeur, on estime l'« avancement physique ». L'avancement physique correspond au pourcentage de travail effectué par rapport au travail à faire. La valeur acquise est calculée par la multiplication du budget de chaque tâche par leur avancement physique.
Si, par exemple, le budget pour une tâche est de 10 000 €, et que nous avons effectué 20 % de la tâche, la valeur acquise s'élève à 20 % du budget : 20 % x 10 000 € = 2 000 €. La valeur acquise est donc toujours calculée indépendamment des coûts réels.
Par exemple, supposons que nous devons réaliser en trois mois 1 000 copies d’un livre, pour lesquelles un coût de 10 € par copie est prévu initialement. Le budget est donc de 10 000 € et le délai (pour 1 000 copies) est de 3 mois. Si après un mois, nous avons dépensé 4 000 € sur le budget de 10 000 €, alors que selon le planning, nous avions prévu de réaliser 333 copies à un coût prévisionnel de 10 €, donc 3 330 €, quelle est la valeur du travail effectué ? Pour répondre à cette question, il faut « mesurer » le travail accompli : compter les copies vraiment réalisées. Supposons que nous ayons produit 200 copies.
Quelle est la valeur de 200 copies ? Pour mesurer le travail effectué et le comparer au travail prévu et aux dépenses réelles, il faut le pondérer en fonction de son coût prévu. Dans notre cas, la valeur du travail effectué par rapport aux prévisions initiales est : 200 copies x 10 € = 2 000 €, ou bien : 200/333 x 3 330 € = 2 000 €.

## Terminologie
À la date de mesure :
- La valeur du travail prévu s’appelle « Valeur Planifiée », ou « CBTP » (Coût Budgété du Travail Planifié), en anglais « Planned Value » ou BCWS : acronyme pour « Budgeted Cost of Work Scheduled ».
- La valeur des dépenses réelles s’appelle « Coût Réel » ou « CRTE » (Coût Réel du Travail Effectué), en anglais « Actual Cost », ou ACWP, acronyme pour « Actual Cost of Work Performed ».
- La valeur du travail effectué s’appelle « Valeur Acquise » ou « CBTE » (Coût Budgété du Travail Effectué), en anglais « Earned Value » ou « BCWP », acronyme pour « Budgeted Cost of Work Performed ».

## Représentation graphique
La « courbe en S » est la représentation graphique de l’état du projet, avec ces trois valeurs affichées en fonction du temps.
Ici nous sommes dans le cas le plus défavorable, et cela se constate aisément sur les courbes :
- Le coût réel est supérieur aux prévisions (courbe « Coût réel » au-dessus de la courbe « Valeur Planifiée » qui, elle, s'étend jusqu'à la fin du projet)
- Le délai constaté est supérieur aux prévisions (courbe « Valeur Acquise » en dessous de la courbe « Valeur Planifiée »).

Ces 3 courbes permettent aussi de visualiser les écarts aux prévisions :
- Le surcoût constaté jusqu'à présent est représenté par l'écart entre la « Valeur acquise » et le « Coût réel », sur l'axe des ordonnées.
- Le retard constaté se mesure par projection du point « Valeur acquise » sur la courbe « Valeur Planifiée » et par mesure sur l'axe des abscisses.

## Indicateurs de performance
L'état du travail réalisé est également indiqué par deux coefficients de performance :
- SPI (« Schedule Performance Index » ou Indicateur de performance de coûts, Efficacité) = Ce que nous avons fait / Ce que nous aurions dû faire (à cette date) = BCWP/BCWS
- CPI (« Cost Performance Index », Efficience) = Ce que nous avons fait / Ce que nous avons dépensé = BCWP / ACWP

Le coefficient d’efficacité, si inférieur à 1, indique que le travail effectué est inférieur au travail prévu. Le projet est en retard.
Le coefficient d'efficience, si inférieur à 1, indique que la valeur du travail effectué est inférieure à l’argent dépensé. Le projet pourrait dépasser son budget.
Ces indicateurs permettent d'avoir une idée du délai et du coût final, si le projet continue aux mêmes rythmes que jusqu'à la date de mesure.